# Есмахан, Ерке Абдрашкызы
Ерке́ Абдра́шкызы Есмаха́н (каз. Ерке Әбдірашқызы Есмахан, род. 30 ноября 1984, Иргиз, Актюбинская область) — популярная казахстанская певица, актриса. С 2009 года начала выступать в составе группы «Инкар», в 2015 году покинула состав и начала сольную карьеру. В 2018 году сыграла главную роль в своём фильме под названием «Кафе „Махаббат“».

## Биография
Ерке Есмахан родилась 30 ноября 1984 года в селе Иргиз в Актюбинской области Казахской ССР, в семье заместителя руководителя организационного отдела Иргизского райкома КПСС (на тот момент) Абдраша Нурмаханулы Есмахана (род.5 декабря 1939 — 20 июнь 2020). Происходит из рода торткара племени алимулы.
До пятого класса училась в школе им. Алтынсарина в Иргизе, затем продолжила учёбу в музыкальной школе в Актобе, брала уроки игры на домбре, кобызе и фортепиано. После окончания средней школы поступила в Актюбинский музыкальный колледж им. Ахмета Жубанова, где училась классическому оперному искусству. Затем продолжила обучение на эстрадно-вокальном отделении Казахской национальной академии искусств.
После четырёх лет учёбы в академии, Ерке Есмахан стала участницей гёрл-группы «Инкар» (каз. «Іңкәр») под руководством известного казахстанского продюсера Баян Есентаевой (Алагузовой). Другими участниками группы, созданной в 2009 году, были Малика Чегибаева и Аида Жантлеуова. Ныне Есмахан не поддерживает никаких отношений со своими бывшими продюсерами Баян Алагузовой и Багым Мухитденовой.
Широкая известность к певице пришла после публикации в 2015 году видеоклипа на совместную с Торегали Тореали песню «Алло». Клип получил миллион просмотров на видеохостинге YouTube за 17 дней и более 60 млн просмотров за всё время.
В 2017 году видеоклип на песню «Қайда?» в исполнении Ерке Есмахан снискал огромную популярность у казахстанской и зарубежной аудитории и стал самым популярным в казахстанском сегменте YouTube. На данный момент 2025 год видео получило свыше 174 млн просмотров.
В 2018 году Ерке Есмахан стала генеральным продюсером романтической комедии «Кафе „Махаббат“» (режиссёр: Аскар Узабаев), в которой дебютировала в качестве актрисы и сыграла главную роль. Показы фильма «Кафе „Махаббат“» в кинотеатрах Казахстана стартовали 25 октября и за первый уик-энд картина собрала 9,7 млн тенге (для сравнения: фильм «Ұлы дала комедиясы» с Торегали Тореали в главной роли, вышедший на широкие экраны ненамного раньше, собрал 101 млн тенге за первый уик-энд и возглавил рейтинг кассовых сборов).

## Семья и личная жизнь
У Ерке Есмахан два брата (Ерик и Бауыржан) и две сестры (Гульбагда и Венера). Бауыржан Есмахан является одним из заместителей (наиб-муфтий) Верховного муфтия Казахстана, долгое время был главным имамом Актюбинской области.
Ерке Есмахан была замужем за журналистом Асхатом Садырбаем (продюсер и ведущий некогда популярного реалити-шоу «Шіркін, life»), от которого родила мальчика по имени Муслим. 8 августа 2011 года Есмахан и Садырбай зарегистрировали свой брак в ЗАГСе Ауэзовского района Алма-Аты, подав заявление на регистрацию брака в электронном виде. Таким образом, этот брак стал первым в Казахстане, зарегистрированным через Интернет. Менее чем через два года пара развелась. По словам бывшего мужа Ерке, решение о расторжении брака было принято совместно, он не бросал жену с ребёнком и уделяет ему время.
В начале 2021 года стало известно о романтических отношениях Ерке Есмахан с бывшим участником группы Ninety One Азаматом Зенкаевым (известен под сценическим именем A.Z.). В ноябре того же года певица объявила о том, что их пара рассталась. В декабре 2022 года Ерке Есмахан отправилась в Париж, где позднее была замечена вместе с певцом Райымбеком Бактыгереевым, более известным под сценическим псевдонимом RaiM. В январе 2023 года пара заключила брак по мусульманскому обычаю, подтвердив это в своих социальных сетях. В ноябре того же года Ерке Есмахан родила сына, которого назвали Исламом, а в декабре 2024 года стало известно о том, что она беременна в третий раз.12 июня 2025 года родила сына, которого назвали Батыром

## Фильмография
2018 — «Кафе Махаббат» — Макпал
2022 — «Келінжан 4» — Диана, медсестра

## Дискография
Синглы
- Айша Бибі — 2012
- Асыл арман (OST «Трактористтың махаббаты») — 2013
- Бал сезім — 2015
- Алло (совм. с Торегали Тореали) — 2015
- Асыл әнім — 2015
- Еркем-ай — 2016
- Маған ұқсайды — 2016
- Әйел бақыты — 2016
- Еркемін — 2016
- Бозторғай (совм. с Алмасом Кишкенбаевым) — 2016
- Табыспаймыз ба? (совм. с группой «Ханзада») — 2016
- Кездер-ай (совм. с Бейбитом Кушкалиевым) — 2016
- Сыған қызы (совм. с Серикболом Сайлаубеком) — 2016
- Сәлеметсіз бе! (совм. с Торегали Тореали) — 2016
- Қыз арманы (совм. с Томирис Ерболаткызы) — 2017
- KZ жігіт — 2017
- Аққу сенім — 2017
- Жүрегім — 2017
- Қайда? — 2017
- Неге? (OST «„Махаббат“ кафесі») — 2018
- Аэропорт — 2018
- 1001 күн (слова: Кайнар Алагузов, музыка: Динара Исмаилова) — 2019
- Еркелей берем — 2020
- Кел, кел (слова: Кайнар Алагузов, музыка: Динара Исмаилова) — 2021
- Сен қыз (слова: Кайнар Алагузов, музыка: Курманбай Куаныш) — 2022
- Бұл махаббат (совм.с RaiM) — 2023[24]
- Батыр Мәншүк (слова: Арайлым Жүкенова, музыка: Серік Закария) — 2023
- Ойыңды айтшы (совм.с RaiM) — 2024[25]

## Видеография
| Год  | Название                | Режиссёр            | Ссылка           |
| ---- | ----------------------- | ------------------- | ---------------- |
| 2012 | Айша бибі               | —                   | —                |
| 2013 | Асыл арман              | Искандер Нарымбетов | Видео на YouTube |
| 2015 | Бал сезім               | —                   | Видео на YouTube |
| 2015 | Алло (совм. Т. Тореали) | —                   | Видео на YouTube |
| 2017 | Қайда?                  | Тимур Дулатов       | Видео на YouTube |
| 2017 | KZ жігіт                | —                   | Видео на YouTube |
| 2018 | Аэропорт                | Ернар Нургалиев     | Видео на YouTube |
| 2018 | Неге?                   | —                   | Видео на YouTube |
| 2019 | 1001 күн                | Тимур Дулатов       | Видео на YouTube |
| 2021 | Кел, кел                | Тимур Дулатов       | Видео на YouTube |
| 2022 | Сен қыз                 | Утеген Жаркын       | Видео на YouTube |
| 2023 | Батыр Мәншүк            | Тимур Дулатов       | Видеона YouTube  |